# Министарство лорда канцелара
Министарство лорда канцелара било је министарство Уједињеног Краљевства на чијем челу је стајао лорд канцелар.

## Историја
Министарство лорда канцелара је основао лорд Селборн (1885) који је у то вријеме био лорд канцелар. Он је био једини кабинетски министар који није имао своје министарство са грађанским службеницима односно сталним секретарима и подсекретарима. Министарство се оригинално звало Канцеларија лорда канцелара (енгл. Lord Chancellor's Office), а за запослене је имала само адвокате (у почетку њих пет). Када су донесени закони који су реформисали судски систем било је потребно кадровски реформисати и ресор лорда канцелара.
Када је јуна 1915. именован стални секретар, Канцеларија је реформисана тако да ефикасније врши надзор над судским системом. Овлашћења министарства су се проширила 1922. године када је добило право контроле над судовима грофовија (прије је контролу вршио Трезор Његовог величанства), и 1925. године на основу Акта о Врховном суду.
Министарство је добило велика овлашћења 1971. године када је донесен Акт о судовима који је модернизовао енглески судски систем и поставио Министарство лорда канцелара као контролора судова. Министарство које је тада радило одвојено од Канцеларије лорда канцелара у Дому лордова је добило своје канцеларије у Вајтхолу.
Министарство лорда канцелара се умногоме разликовало од других министарстава. Између осталог, старјешина министарства све до 1992. године није представљао свој ресор у Дому комуна јер лорд канцелар као спикер Дома лордова дотад није могао сједити у Дому комуна.

## Уставна реформа
Министарство лорда канцелара је претворено 2003. године у Министарство за уставна питања, а сам лорд канцелар је био истовремено и државни секретар за уставна питања.
Министарство за уставна питања је укинуто на основу Уставног реформског акта 2005, а основано је Министарство правде које је добило и одређене надлежности Министарства унутрашњих послова. Лорд канцелар је од тада истовремено и државни секретар правде.
Лорд канцелар је изгубио судску власт, али је остао чувар Државног печата.

## Организација
Канцеларијом је руководио стални секретар при Канцеларији лорда канцелара, највиши члан Грађанске службе Њеног величанства који је такође служио као краљевски биљежник у Канцеларству. Канцеларија коју је он водио је била мала са мањим бројем особља. Поред сталног секретара били су још: лични секретар сталног секретара, лични секретар лорда канцелара, секретар презентација (он је био савјетник лорда канцелара за именовање чланова Енглеске цркве) и секретар комисија (савјетник лорда канцелара за именовање магистратских судија).
Министарство је било прилично мањег обима поредећи га са другим министарствима. Године 1960. имало је 13 адвоката и неколико секретара. Када је 1971. године донесен Акт о судовима постао је највеће министарство. Бројао је 12.000 директних запослених, 10.000 индиректних запослених, 1.000 зграда (много више него остала министарства) и годишњи буџет од 2,4 милиона фунти.